# Guillermo Brown y Blanco
Guillermo Brown y Blanco (Montevideo, 30 de julio de 1838 - Montevideo, 5 de enero de 1882) fue un marino uruguayo, nieto del almirante argentino Guillermo Brown, que sirvió en las armadas de la República Argentina y de los Estados Unidos.

## Biografía
Guillermo Brown y Blanco nació en Montevideo, Uruguay, el 30 de julio de 1838, hijo de Guillermo Brown y Chitty y Angélica Celedonia Blanco y Vila.
Siguió la carrera naval y en 1859 fue dado de alta en la Armada de la Confederación Argentina como teniente a bordo de General Benavidez.
En 1860 fue promovido a teniente 1.º de marina y designado ayudante 2.º de la Comandancia de Marina en Paraná.
Ese mismo año fue becado por el gobierno nacional para perfeccionar sus conocimientos en Europa, dedicándose durante los siguientes dos años principalmente al estudio de la artillería naval.
Tras la batalla de Pavón regresó para reincorporarse a la Armada Argentina pero ante el estallido de la guerra de Secesión en los Estados Unidos solicitó su incorporación al servicio naval de la Unión.

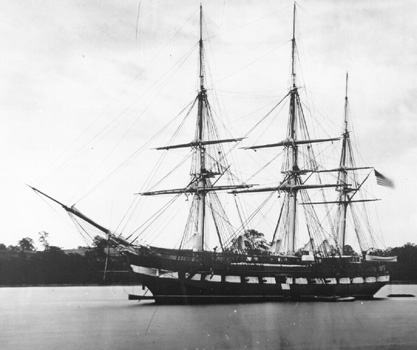
USS Constellation.

El 7 de octubre de 1863 se trasladó a Gibraltar para presentarse ante el capitán Henry Stellwagen, comandante del USS Constellation.
Incorporado al Constellation como ayudante efectivo de la marina de Estados Unidos en servicio temporario, prestó servicio hasta el 5 de enero de 1865, período durante el cual su buque estuvo afectado a la guerra corsaria contra los Confederados, registrando una intensa actividad en el Mediterráneo y en el Atlántico, aunque con escasa acción real.
Después de esa campaña el Constellation fue incorporado a la escuadra del almirante David Farragut y al poco tiempo Brown fue traslado a la estación naval de Norfolk para formar parte con el grado de alférez de la dotación del USS Cambridge, destinado a tareas de vigilancia y bloqueo de las costas de Virginia, Carolina del Norte y Carolina del Sur.
El 25 de mayo de 1865 fue destinado a la escuadra de bloqueo del Golfo Occidental (West Gulf Blockading Squadron), entonces al mando del almirante Henry Thatcher pero finalizada la guerra de Secesión y teniendo noticias del estallido de la Guerra del Paraguay renunció a la marina de Estados Unidos para regresar a su país.
Arribó a fines de ese año y fue nombrado comandante del Chacabuco. En enero de 1867 fue puesto al mando del Guardia Nacional, dedicándose a tareas logísticas al servicio del ejército de operaciones, transportando tropas, pertrechos y heridos.
Durante el transcurso del conflicto fue ascendido a capitán y al terminar la guerra en 1870 solicitó su retiro y se estableció en Montevideo, dedicándose al comercio.
En 1874 contrajo matrimonio con Corina Caravia y Gutiérrez Bosch, hija de Bernabe Caravia y Pérez y de Dolores Gutiérrez y Bosch, con quien tuvo al menos dos hijos: Corina Eugenia (1878-1948), y el capitán de navío Guillermo Brown y Caravia
Guillermo Brown y Blanco regresó a Buenos Aires en 1878, recibiendo el mando de la cañonera Pilcomayo. El 1 de noviembre de 1879 fue nombrado teniente coronel de marina obteniendo la efectividad recién al año siguiente. Hasta 1881 estuvo en Europa vigilando la construcción del torpedero Maipú y del acorazado Almirante Brown, del que fue su segundo comandante y con el que regresó a Buenos Aires.
Falleció en Montevideo, el 5 de enero de 1882.